# Plymouth (Indiana)
Plymouth è un comune degli Stati Uniti d'America, capoluogo della Contea di Marshall, nello Stato dell'Indiana. Secondo il censimento del 2000, la popolazione è di 9.840 residenti, passati a 10.985 secondo una stima del 2007. Nel 1926 era il luogo di nascita per il primo grande centro per la rivendita al dettaglio, ora defunto, Montgomery Wards.

## Storia
La città ebbe origine nel 1826 attraverso un trattato con la tribù Potowatomi laddove una striscia di terra, su cui costruire una strada per collegare il fiume Ohio al lago Michigan, fu ceduto al governo statunitense.
A febbraio del 1851, Plymouth divenne un municipio con una popolazione di 600. Superato un certo numero di abitanti, fu riconosciuto come città il 25 aprile 1873. Dopodiché fu nominato dal Partito Democratico ed eletto come primo sindaco della città l'onorevole Horace Corbin.